# Francia Almendárez
Francia Raisa Almendárez (Los Angeles, 26 luglio 1988) è un'attrice statunitense. È principalmente conosciuta per aver interpretato la majorette Adrienne Lee nella serie La vita segreta di una teenager americana.

## Biografia
Francia nasce a Los Angeles, in California, il 26 luglio del 1988 da padre honduregno, l'annunciatore radiofonico Renán Almendárez Coello, conosciuto a Los Angeles come El Cucuy, e da madre messicana. Ha due sorelle, Irlanda ed Italia. Compare come guest-star in sitcom come American Family: Journey of Dreams e Over There nel 2005; partecipa ai Ragazze nel pallone - Tutto o niente e Nolan - Come diventare un supereroe nel 2007, dove interpreta la studentessa Isabel. Nel 2009 prende parte a Inseguendo la vittoria e, l'anno seguente, al sequel Vincere insieme, dove interpreta la pattinatrice Alejandra Delgado.
Dal 2008 interpreta Adrienne Lee nella serie La vita segreta di una teenager americana. Ha partecipato anche al video della canzone di Iyaz So Big. Nel 2009 Raisa ha recitato nella serie TV In Plain Sight e ha recitato in un cortometraggio diretto da David Henrie intitolato Boo, trasmesso su YouTube. Raisa è apparsa in un video musicale per il duo pop Savvy & Mandy e ha recitato nella seconda stagione di Degrassi: The Next Generation. Nel 2013, Raisa ha recitato nel film a tema natalizio Christmas Bounty insieme a Mike "The Miz" Mizanin.

Nell'estate 2017 Francia dona un rene all'amica e pop-star Selena Gomez, affetta da lupus eritematoso sistemico. Dall'inizio del 2018, Raisa ha recitato nello spettacolo di Freeform, Grown-ish, e ha fatto da produttore esecutivo nella serie TV, Black-ish. Ha recitato nel film televisivo di Freeform, Life-Size 2, con Tyra Banks .

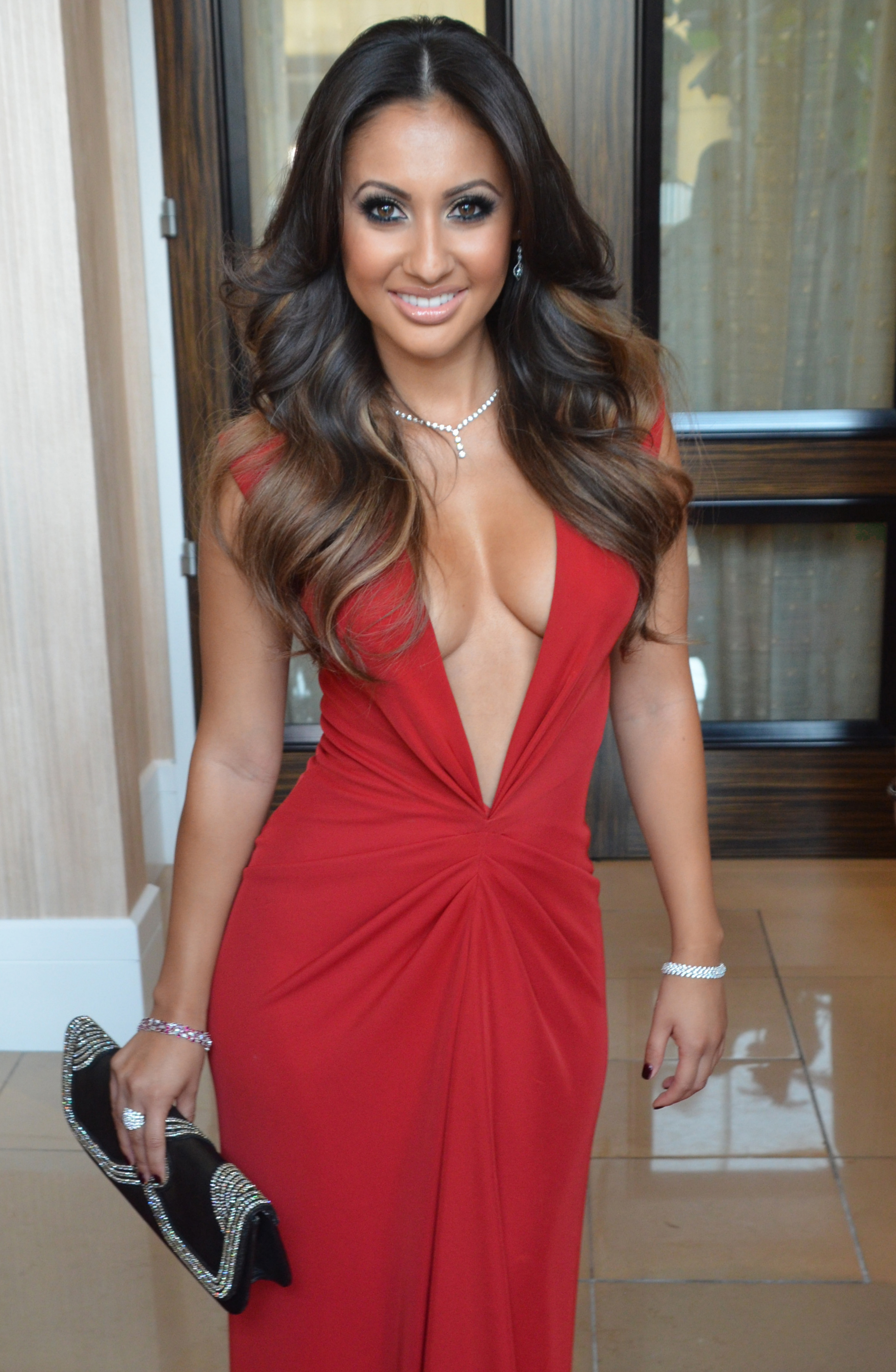
Francia Raisa nel 2015

## Filmografia

### Cinema
- Fired Up! - Ragazzi pon pon (Fired Up!), regia di Will Gluck (2009)
- Boo!, regia di David Henrie e Johnny Salvatore – cortometraggio (2009)
- Bullettface, regia di Albert Pyun (2010)
- ASD. Alma sin dueño, regia di Tinieblas González (2010)
- Strain, regia di Yin Chang – cortometraggio (2012)
- Chastity Bites, regia di John V. Knowles (2013)
- Beyond Paradise, regia di J.J. Alani (2014)

### Televisione
- Over There – serie TV, episodio 1x03 (2005)
- Ragazze nel pallone - Tutto o niente (Bring It On: All or Nothing), regia di Steve Rash (2006)
- Nolan - Come diventare un supereroe (Shredderman Rules), regia di Savage Steve Holland – film TV (2007)
- Inseguendo la vittoria (The Cutting Edge 3: Chasing the Dream), regia di Stuart Gillard – film TV (2008)
- La vita segreta di una teenager americana (The Secret Life of the American Teenager) – serie TV, 119 episodi (2008-2013)
- In Plain Sight - Protezione testimoni (In Plain Sight) – serie TV, 2x11 (2009)
- Vincere insieme (The Cutting Edge: Fire & Ice), regia di Stephen Herek – film TV (2010)
- CSI - Scena del crimine (CSI: Crime Scene Investigation) – serie TV, episodio 12x17 (2012)
- Company Town, regia di Taylor Hackford – film TV (2013)
- Massholes – serie TV, episodio 2x05 (2013)
- The Mindy Project – serie TV, episodio 1x23 (2013)
- Christmas Bounty, regia di Gil Junger – film TV (2013)
- Unreal, regia di Roger Kumble (2014)
- Dear White People - serie TV (2017)
- How I Met Your Father - serie TV (2022-2023)

## Doppiatrici italiane
Nelle versioni in italiano delle opere in cui ha recitato, Francia Almendárez è stata doppiata da:
- Domitilla D'Amico in La vita segreta di una teenager americana, Vincere insieme, Christmas Bounty, How I Met Your Father
- Francesca Rinaldi in Nolan - Come diventare un supereroe
- Perla Liberatori in Inseguendo la vittoria
- Emanuela Ionica in Grown-ish